# Flórido Rodrigues Pereira Ferraz
Flórido Rodrigues Pereira Ferraz ComNSC (Porto, 13 de janeiro de 1790 – Porto, 17 de dezembro de 1862), 1.º Visconde de Castelões, foi um político maçom, proprietário e comerciante português. Ministro do Conde do Bonfim, e, posteriormente, de Costa Cabral e do Duque da Terceira.

## Biografia
Nasceu no Porto a 13 de janeiro de 1790. Era filho de Bento Rodrigues Guimarães, proprietário e negociante no Porto, e de Ana Bernardina Xavier Ferraz.
Grande proprietário, foi Capitão do Regimento de Milícias da cidade do Porto, por despacho régio de 1 de maio de 1810, Fidalgo Cavaleiro da Casa Real, por Alvará de 22 de fevereiro de 1836, conselheiro de Estado extraordinário, ministro e secretário de Estado honorário, conselheiro vogal do antigo Tribunal do Tesouro Público, comissário-chefe do Exército, cavaleiro e comendador da Ordem Militar de Nossa Senhora da Conceição, grã-cruz das ordens de São Maurício e São Lázaro da Sardenha e de Carlos III de Espanha.
Foi eleito deputado para várias legislaturas: 1834-36 pela província da Estremadura; 1840-42 pelo círculo eleitoral do Porto; 1842-45 pelo círculo eleitoral de Braga; 1846 pela província do Douro; 1848-51 pela província do Minho. Nomeado Par do Reino por Carta Régia de D. Maria II em 15 de dezembro de 1849, tomou posse do cargo a 7 de janeiro de 1850.
Como deputado, pertenceu a várias comissões: Extinção do Papel-Moeda (1834); Guerra e Marinha (1834); Administração Pública (1835); Fazenda (1834, 1835, 1836, 1840, 1841, 1842, 1844, 1845, 1846, 1848, 1849 e 1850); Orçamento (1843 e 1849); Diplomática (1843 e 1844); Exame do relatório do Governo (1843); Agricultura (1843); Marinha (1845).
Como Par do Reino, pertenceu às comissões da Fazenda (1850, 1851 e 1861), Marinha (1851); Especial para autorizar o Governo a despender 30 000$000 réis em providências contra a hipótese de epidemia de cólera-morbo (1854); Especial para a Nomeação e Sucessão no Pariato (1861); Marinha e Ultramar (1861), Agricultura, Comércio e Indústria (1861), e ainda à Comissão Mista (1862).
Foi nomeado ministro por quatro vezes: Ministro e Secretário de Estado dos Negócios da Fazenda, num governo presidido pelo Conde do Bonfim e Ministro e Secretário de Estado dos Negócios da Marinha e Ultramar, num governo presidido pelo Conde de Tomar, mantendo o cargo no governo seguinte presidido pelo Duque da Terceira, em que foi também interinamente Ministro e Secretário de Estado dos Negócios da Guerra.
Como deputado e como Par, as suas intervenções limitaram-se a tratar assuntos correntes dos ministérios de que foi ministro ou das comissões a que pertenceu, principalmente na da Fazenda. Não realizou nenhuma intervenção com significado político digna de registo. Em 1841 foi nomeado comissário-chefe do Exército, exercendo também o cargo de diretor da Alfândega de Lisboa.
Faleceu no Hotel Real, na Rua do Bonjardim, na cidade do Porto a 17 de dezembro de 1862, tendo sido sepultado no Cemitério de Agramonte. No entanto, o jazigo dos Viscondes de Castelões encontra-se no Cemitério da Lapa, também no Porto.

## Visconde de Castelões
O título de Visconde de Castelões foi-lhe concedido em duas vidas por decreto de 7 de maio de 1851 pela rainha D. Maria II.
Flórido viveu na época do cabralismo (1842-46), época em que era deputado e durante a qual se assistiu a um crescente poderio de viscondes e de barões, nobreza que enriquecera com a compra das propriedades das ordens religiosas, extintas em 1834. Contudo, o seu título só foi concedido mais tarde, em 1851, dias depois do término do seu curto mandato como ministro do Duque da Terceira.
Não deixou descendência, tendo herdado o título de Visconde de Castelões o seu sobrinho (filho do seu irmão primogénito), António Cardoso Pereira Ferraz (1808–1883). Sucedeu-lhe o seu filho e último visconde, Álvaro de Castro Araújo Pereira Ferraz, mais conhecido como Álvaro de Castelões.